# 자나오젠 대학살
자나오젠 대학살(카자흐어: Жаңаөзен оқиғасы)은 2011년 12월 16일-17일 주말에 카자흐스탄 서부 망기스타우주에서 발생했다. 카자흐스탄 독립기념일에 자나오젠 석유촌에서 시위대와 경찰과 충돌하면서 시위 가담자 최소 14명이 카자흐스탄 경찰의 강경 대응으로 목숨을 잃었으며, 소요는 석유 매장량이 풍부한 지역의 다른 도시로 확산되었다. 국제앰네스티에 따르면, 이 대학살은 누르술탄 나자르바예프 대통령 치하 열악한 국가인권실태를 극명하게 보여주었다.

## 자나오젠

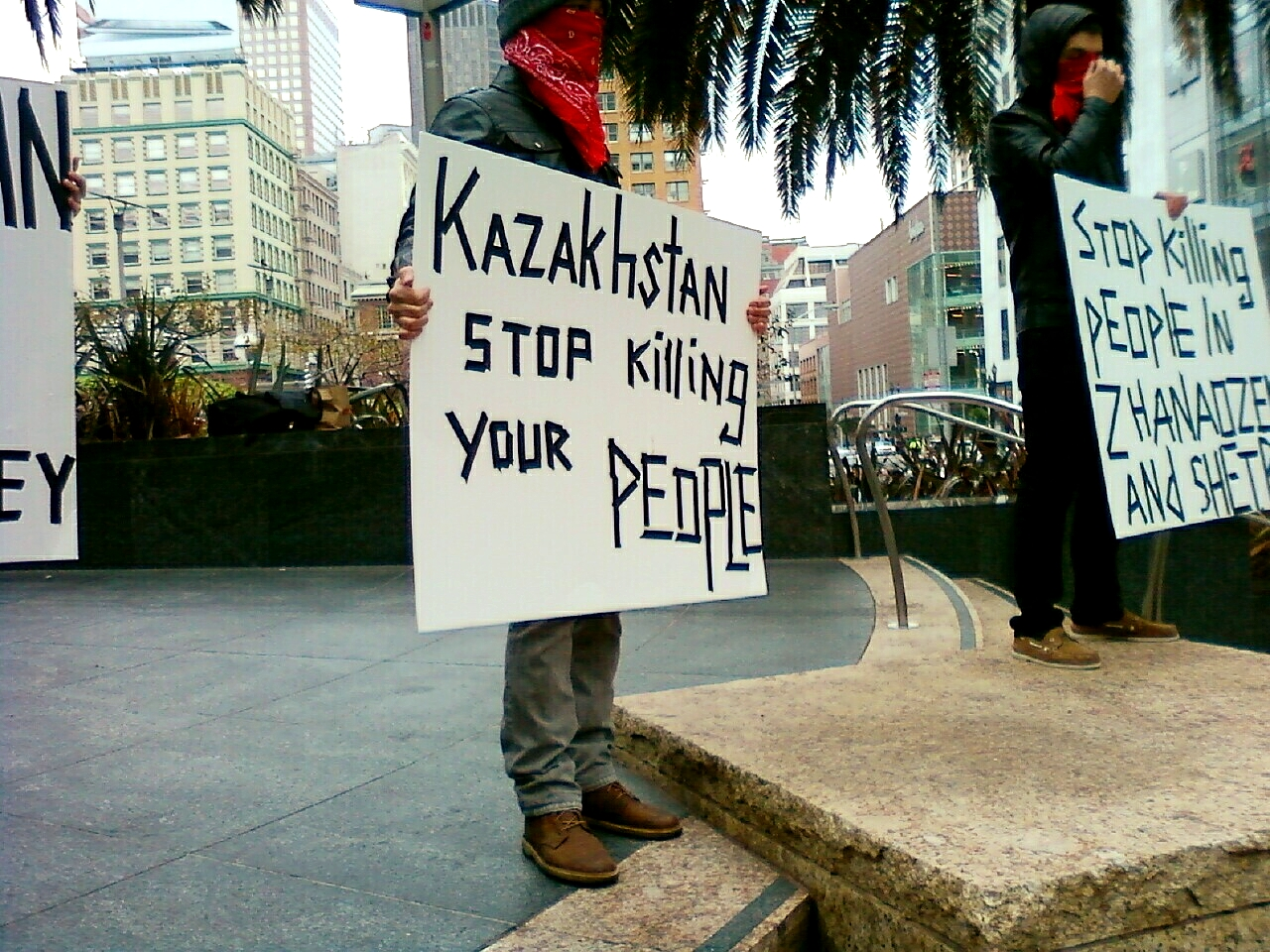
자나오젠 시위에 강경하게 대응한 카자흐스탄 정부를 규탄하는 시위대. 2011년 12월 18일, 미국 샌프란시스코

자나오젠은 오젠의 노후 유전을 중심으로 단일 산업 도시로 묘사되었다. 2011년 5월, 오젠무나이가스 유전 노동자들은 위험금 미지급, 임금 인상, 근로 조건 개선을 이유로 파업에 들어갔다. 파업은 지방 법원 판결로 불법으로 공표되었고, 국영 석유 회사는 거의 1000명에 달하는 직원을 해고했다. 해고된 노동자들 중 일부는 더 나은 노조 대표성과 노동자 권리의 인정을 요구하며 항의의 표시로 마을 광장을 24시간 점거하기 시작했다. 파업은 공식적인 개입 없이 몇 달 동안 계속되었다. 자유 유럽 라디오에 따르면, 시위는 정부가 단체 교섭과 노동권을 교살하는 것으로 본 것에 분노한 시위자들이 가세하면서 확산되었다. 12월 중순, 광장에 있던 일부 노동자들은 정부의 영향력에서 벗어나 독립 정당을 결성할 권리를 요구하기 시작했다.

## 2011년 12월 16일
12월 16일, 독립기념일 축하 행사를 준비하려고 광장에서 그들을 퇴거시키려는 경찰과 시위대 사이에 충돌이 있었다. 활동가들은 보안책임자들이 비무장 시위대에게 발포했다고 주장했다. 당국은 도적들이 시위대에 잠입해 시위대를 지원하는 비디오를 제작해 먼저 폭동을 일으켰다고 주장했다. 정부 관리에 따르면 11명이 사망했지만, 야당 소식통은 수십 명이 사망했다고 밝혔다. 아스카트 다울바예프 검찰총장은 "독립 20주년을 맞아 중앙광장에 모인 민간인들이 훌리건들의 공격을 받았다"고 주장했다. 카자흐 야당 텔레비전 채널인 K-Plus는 경찰이 도착하기 전에 석유 노동자로 추정되는 남성들이 무대 위로 뛰어올라 스피커를 넘어뜨리고 민간인을 밀치는 등 소요의 시작을 보여주었다. 다울바예프는 뒤이은 소동으로 지방 정부 사무실, 호텔, 국영 석유 회사 사무실이 불에 탔다고 밝혔다. 당국자들에 따르면, 이 충돌로 86명이 부상을 입었다. 자나오젠에서 일어난 병상 부족으로 많은 사람들이 약 150km 떨어져 있는 악타우로 이송되었다.

### 피해자들과 목격자들의 증언
목격자들은 사람들이 "달리고 넘어지고, 달리고 넘어지고", 경찰은 "사람들에게 총알을 쏟아붓고 있다"고 묘사했다. 한 목격자는 보통 영화에서만 무기를 든 군인들의 행렬을 볼 수 있다. . . . 군인들을 직접 보면 전혀 다른 느낌이다. 특히 당신이 온통 검은 옷을 입은 경찰특공대 (오몬)가 바리케이드를 세우고 방패를 곤봉으로 두드리는 것을 보고 있을 때 말이다"

## 대응
12월 16일 밤, 경찰은 알마티에서 자나오젠 사망 사건에 반발하는 반대 운동가들을 구금했다.
칼람카스와 카라잔바스 유전 노동자들은 자나오젠에서 일어난 사건에 대응하려는 차원에서 파업에 들어갔다.
12월 17일, 악타우 인근 셰트페 마을에서 남성 한 무리가 철도를 차단하고 파손했다. 소요는 또한 악타우가 속한 주에 있는 다른 도시와 마을에서도 보고되었다.
나자르바예프 대통령은 첫 소요 사태가 발생한 지 며칠 후 망기스타우주를 방문했다. 나자르바예프는 12월 22일 악타우에 있을 당시, 사태에 대응한 자신의 사위 티무르 쿨리바예프를 해임하겠다고 말했다. 쿨리바예프는 에너지 회사 카즈무나이가스 (KazMunaiGas)를 포함하여 많은 국가 자산을 관리하는 카자흐스탄의 국부 펀드 삼루크-카지나 (Samruk-Kazyna)의 수장이었다.
나자르바예프는 학살에 가담한 이들을 처벌하려고 여러 지역 관리들을 해임했다. 또한 시위대를 향해 발포한 혐의를 받는 경찰도 체포됐다. 망기스타우주 주지사가 사임했으며, 나자르바예프의 지시로 전 내무부 장관이 후임 망기스타우주 주지사가 되었다. 나자르바예프는 또한 국영 석유 회사 카즈무나이가스 (KMG)와 회사 생산 시설 책임자를 해임했다. 12월 26일, 나자르바예프도 그의 후계자로 유력시됐던 사위를 해임하겠다는 약속을 지켰다. 나자르바예프는 또한 자나오젠에 20일에 달하는 통행금지령과 비상사태를 선포했다.

## 같이 보기
- 2022년 카자흐스탄 시위